# Девизно тржиште
Девизно тржиште је подсистем финансијског тржишта а обично се везује за тржиште новца пошто се као предмет трговине јављају страна средства плаћања тј. девизе на рачунима страних банака, а које су плативе у иностраним финансијским центрима.
У зависности од кретања понуде и тражње формира се девизни курс. Девизни курс се формира на два нивоа: на самом тржишту или у оквиру међубанкарских трансакција. 
Тргује се спот што подразумева трговање које се извршава у року од два дана од закључења уговора или на термин (форвард) које подразумева да се трансакције извршавају по протеку рока од 1, 2, 3 или 6 месеци.
На девизним тржиштима се тргује по два система:
- за одређен број јединица домаће валуте се обавља купопродаја за одређену јединицу стране валуте,
- за одређен број јединица стране валуте се обавња купопродаја за одређени број јединица домаће валуте.

Субјекти на девизном тржишту су Централна банка и пословне банке које су овлаштене да тргују на овом тржишту.
Главни центри за трговање девизама јављају се Њујорк, Лондон, Франкфурт и Токио.